# カール＝アンソニー・タウンズ
カール＝アンソニー・タウンズ・ジュニア（Karl-Anthony Towns Jr., 1995年11月15日 - ）は、アメリカ合衆国ニュージャージー州ピスカタウェイ出身のプロバスケットボール選手。NBAのニューヨーク・ニックスに所属している。ポジションはセンター。

## 学生時代

### ハイスクール
ニュージャージー州のセントジョセフ高校に入学し、1年時に2012年の州のチャンピオンをとなり、自身もESPN25高校生ランキングのトップを獲得した。2013年、2014年もタイトルを得て、16歳以下のドミニカ共和国ナショナルチームに選ばれた。
2013年1月6日、クアドルプル・ダブルの記録を残し（16得点、17リバウンド、11ブロック、11アシスト）、 2014年1月5日に再び、20得点、14リバウンド、12ブロック、10アシストのクアドルプル・ダブルを記録した。タウンズはシニア年時には平均20.9得点、13.4リバウンド、6.2ブロックの成績を記録した。
2014年、タウンズはケンタッキー大学 に進学を決め、。高校を 3.96 GPAの成績で卒業し.、2014年のゲータレード・プレーヤー・オブ・ザ・イヤーに選ばれた。

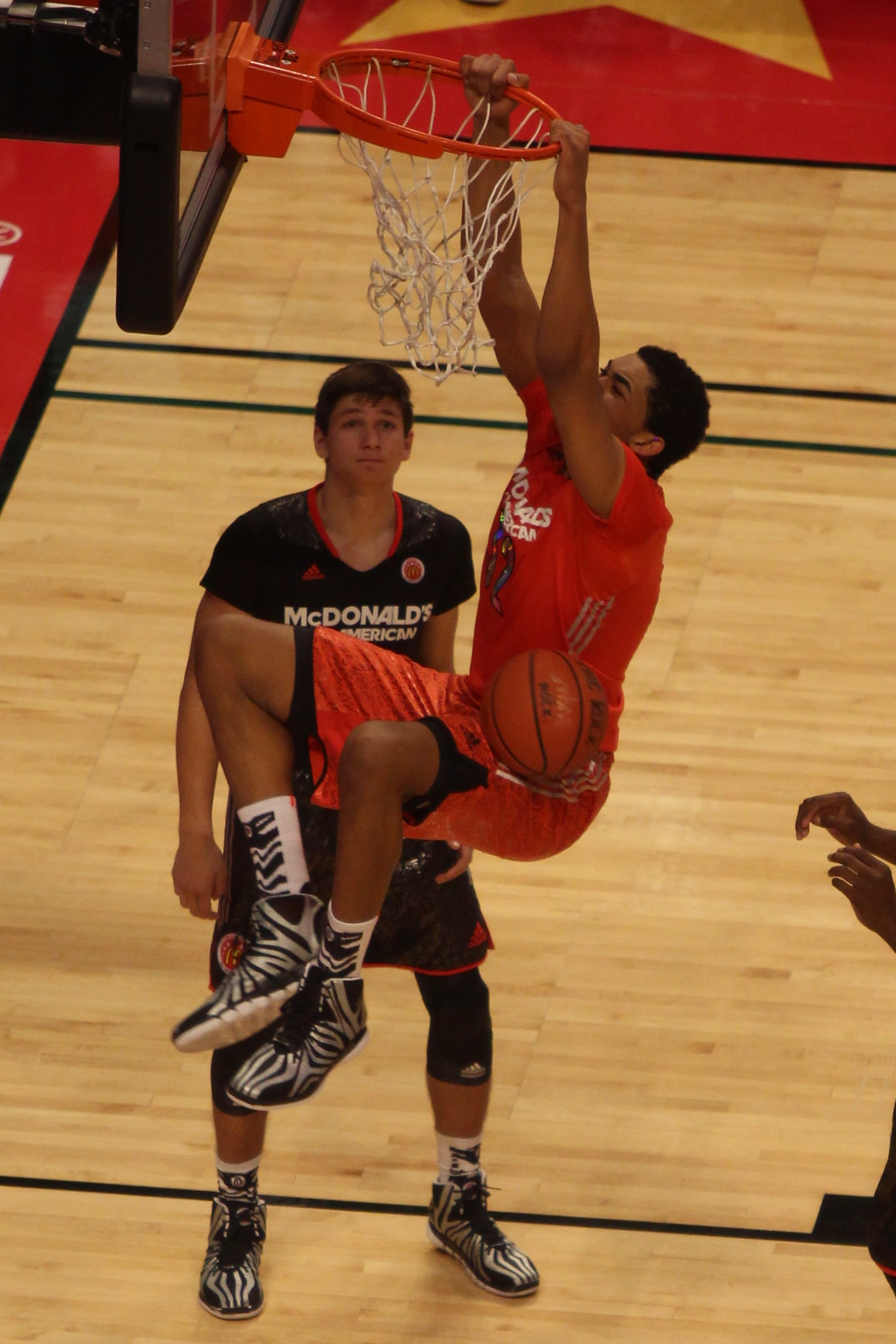
2014年、マクドナルド・オール・アメリカンゲーム

| 氏名 | 出身                                                           | 高校 / 大学                    | 身長                | 体重            | コミット日    |
| --- | -------------------------------------------------------------- | ------------------------------ | ------------------- | --------------- | ------------- |
| カール・アンソニー=タウンズ C | ニュージャージー州ミュッチェン                                 | セント・ジョセフ・ハイスクール | 6 ft 11 in (2.11 m) | 235 lb (107 kg) | 2012年12月4日 |
| カール・アンソニー=タウンズ C | リクルート スターレーティング: Scout: Rivals: 247Sports: ESPN: |                                |                     |                 |               |
| 全リクルート順位: Scout: 4, 2 (C) Rivals: 5 ESPN: 9, 1 (NJ), 3 (C) |                                                                |                                |                     |                 |               |
| - 注意: 多くの場合、Scout、Rivals、247Sports、ESPNの間で身長、体重が一致しない可能性がある。 - これらの場合、平均をとっている。ESPNグレードは100ポイントスケールに基づいている。 出典: - “Kentucky 2014 Basketball Commitments”. Rivals.com. 2012年12月4日閲覧。 - “2014 Kentucky Basketball Commits”. Scout.com. 2012年12月4日閲覧。 - “ESPN”. ESPN.com. 2012年12月4日閲覧。 - “Scout.com Team Recruiting Rankings”. Scout.com. 2012年12月4日閲覧。 - “2014 Team Ranking”. Rivals.com. 2012年12月4日閲覧。 |                                                                |                                |                     |                 |               |

### カレッジ
ケンタッキー大学では、各プレーヤーの出場時間に制限を設ける独自のシステム「プラトーン・システム」を採用しており、その制限された出場時間の1試合平均21.1分の中で、10.3得点、6.7リバウンドの成績を記録した。2015年のNBAドラフトでは、上位指名されることが予測され、アーリーエントリーした。

## NBAキャリア

### ミネソタ・ティンバーウルブズ
2015年のNBAドラフトでミネソタ・ティンバーウルブズから全体1位指名された。 2015年7月7日、ルーキー・スケールで契約し、 サマーリーグではラスベガスで5試合に出場し、平均12.8得点、7.2リバウンドの成績を記録した。

#### 2015-16シーズン
シーズン開幕戦のロサンゼルス・レイカーズ戦に先発出場して32分出場し、14得点、12リバウンドと、デビュー戦で、いきなりダブルダブルを達成 するなど、新人ながら主力に定着し、10-11月度のウェスタンカンファレンスの最優秀新人選手に選出され、以降も2016年4月までの6カ月間連続で最優秀新人選手に選出。更にNBAオールスターゲーム前夜祭のNBAスキルチャレンジでは、センター登録の選手としては異例の優勝を為し遂げた。最終的に2015-16シーズンは平均18.3得点、10.4リバウンドと、全ルーキーでトップの成績を記録し、満票で新人王を受賞した（2位以下にはクリスタプス・ポルジンギス、ニコラ・ヨキッチ、デビン・ブッカー、ジャーリール・オカフォーなどがいた）。

#### 2016-17シーズン
2016年12月28日のデンバー・ナゲッツ戦では、15得点、11リバウンド、10アシストを記録し、自身初のトリプル・ダブルを達成した。最終的に2016-17シーズンは平均25.1得点、12.3リバウンドを記録し、リーグ史上最も若い "25-10プレーヤー" となり、ティム・ダンカン以来15年ぶり史上15人目となるシーズン2000得点・1000リバウンドを達成した。

#### 2017-18シーズン
2018年2月18日に行われるNBAオールスターゲームに出場することが発表された。3月28日に行われたアトランタ・ホークス戦で自己最高かつフランチャイズ記録の56得点、15リバウンドを記録した（従来の記録はモーリス・ウィリアムズの52得点）。また、1994年4月20日のウルブズ戦でシャキール・オニールが22歳45日で50得点、15リバウンドを記録して以来の若さ、22歳133日で50得点・15リバウンドを記録した選手となった。4月11日、プレーオフの最後の座を懸けたデンバー・ナゲッツとの直接対決で26得点、14リバウンドを記録、試合は112-106で勝利し、ウルブズは2004年以来となるプレーオフ進出を決めた。プレーオフ1回戦、対ヒューストン・ロケッツの第3戦で18得点、16リバウンドを記録、試合は121-105で勝利した。第5戦で23得点、14リバウンドを記録、試合は122-104で敗れチームは1勝4敗で1回戦を敗退した。

#### 2018-19シーズン
シーズン開幕前の2018年9月にティンバーウルブズと2024年までの5年総額1億9000万ドルで契約延長した。2019年1月12日のニューオーリンズ・ペリカンズ戦で自己最多の27リバウンドを記録した。このシーズンは77試合で平均33.1分に出場し、24.4得点、12.4リバウンド、3.4アシスト、0.9スティール、1.6ブロックなどを記録した。

#### 2019-20シーズン
2019年10月31日のフィラデルフィア・76ers戦で試合中にジョエル・エンビードと口論になり、タウンズは2試合の無報酬出場停止処分を受けた。

#### 2020-21シーズン
2021年1月中旬、タウンズはコロナウイルスに感染し、13試合欠場した。2月10日のロサンゼルス・クリッパーズ戦で復帰し、18得点、10リバウンドを記録した。

#### 2021-22シーズン以降
2021年11月8日のメンフィス・グリズリーズ戦で、ブザーと同時に39フィート付近から3ポイントを放ち、113得点の同点に追いつかせ、オーバータイムに持ち込んだが、試合は125-118で敗れた。2022年2月3日、4年ぶりのオールスターゲームにリザーブとして選出された。
2022年3月14日のサンアントニオ・スパーズ戦にて、1試合における得点の球団最高記録かつこの時点での自身のキャリアハイとなる60得点を記録した。
2023-24シーズン、1月22日、シャーロット・ホーネッツ戦でキャリアハイ得点を更新する62得点を記録した。

### ニューヨーク・ニックス
2024-25シーズン開幕前にジュリアス・ランドルとドンテ・ディビンチェンゾとのトレードでニューヨーク・ニックスに移籍、古巣であるミネソタ・ティンバーウルブズとの初対戦では、32得点、20リバウンド、6アシストを記録して勝利した。12月23日のトロント・ラプターズ戦で31得点、10リバウンドを記録、これで11月13日のフィラデルフィア・セブンティシクサーズ戦から連続18試合でダブルダブルを記録したこととなり、パトリック・ユーイングを抜いて球団歴代4位の連続記録となった。3月26日のダラス・マーベリックス戦で26得点、11アシスト、12リバウンドを記録し、2022年1月31日のユタ・ジャズ戦以来のトリプルダブルを記録したこととなった。また、この試合でジョシュ・ハートもトリプルダブルを記録し、ニックスの2選手が同一の試合でトリプルダブルを記録した初の試合となった。

## プレースタイル
得点とリバウンドでチームに貢献するビッグマン。恵まれた体格に加えてハンドリングやシュート力にも優れており、テクニックとパワーを併せ持つ現役トップクラスのハイブリッドセンターである。また、センターとしては3ptアテンプト数が多いにもかかわらず、高いシュート成功率を維持している。

## 個人成績

### NBA

#### レギュラーシーズン
| シーズン     | チーム       | GP  | GS  | MPG  | FG%  | 3P%  | FT%   | RPG  | APG | SPG | BPG | PPG  |
| ------------ | ------------ | --- | --- | ---- | ---- | ---- | ----- | ---- | --- | --- | --- | ---- |
| 2015–16      | MIN          | 82* | 82* | 32.0 | .542 | .341 | .811  | 10.5 | 2.0 | .7  | 1.7 | 18.3 |
| 2016–17      | MIN          | 82* | 82* | 37.0 | .542 | .367 | .832  | 12.3 | 2.7 | .7  | 1.3 | 25.1 |
| 2017–18      | MIN          | 82* | 82* | 35.6 | .545 | .421 | .858  | 12.3 | 2.4 | .8  | 1.4 | 21.3 |
| 2018–19      | MIN          | 77  | 77  | 33.1 | .518 | .400 | .836  | 12.4 | 3.4 | .9  | 1.6 | 24.4 |
| 2019–20      | MIN          | 35  | 35  | 33.9 | .508 | .412 | .796  | 10.8 | 4.4 | .9  | 1.2 | 26.5 |
| 2020–21      | MIN          | 50  | 50  | 33.8 | .486 | .387 | .859  | 10.6 | 4.5 | .8  | 1.1 | 24.8 |
| 2021–22      | MIN          | 74  | 74  | 33.4 | .529 | .410 | .822  | 9.8  | 3.6 | 1.0 | 1.1 | 24.6 |
| 2022–23      | MIN          | 29  | 29  | 33.0 | .495 | .366 | .874  | 8.1  | 4.8 | .7  | .6  | 20.8 |
| 2023–24      | MIN          | 62  | 62  | 32.7 | .504 | .416 | .873  | 8.3  | 3.0 | .7  | .7  | 21.8 |
| 2024–25      | NYK          | 72  | 72  | 35.0 | .526 | .420 | .829  | 12.8 | 3.1 | 1.0 | .7  | 24.4 |
| 通算         | 通算         | 645 | 645 | 34.1 | .524 | .400 | .837  | 11.1 | 3.2 | .8  | 1.2 | 23.1 |
| オールスター | オールスター | 5   | 1   | 17.7 | .634 | .310 | 1.000 | 6.8  | 1.6 | .2  | .0  | 20.2 |

#### プレーオフ
| シーズン | チーム | GP | GS | MPG  | FG%  | 3P%  | FT%  | RPG  | APG | SPG | BPG | PPG  |
| -------- | ------ | -- | -- | ---- | ---- | ---- | ---- | ---- | --- | --- | --- | ---- |
| 2018     | MIN    | 5  | 5  | 34.0 | .467 | .273 | .739 | 13.4 | 2.2 | .4  | 1.0 | 15.2 |
| 2022     | MIN    | 6  | 6  | 36.9 | .488 | .455 | .860 | 10.8 | 2.2 | .7  | 2.0 | 21.8 |
| 2023     | MIN    | 5  | 5  | 36.0 | .457 | .250 | .750 | 10.2 | 2.0 | .6  | .8  | 18.2 |
| 2024     | MIN    | 16 | 16 | 32.6 | .466 | .361 | .855 | 9.0  | 2.6 | .8  | .2  | 19.1 |
| 2025     | NYK    | 18 | 18 | 35.5 | .488 | .351 | .845 | 11.6 | 1.3 | .7  | .7  | 21.4 |
| 通算     | 通算   | 50 | 50 | 34.7 | .476 | .350 | .831 | 10.7 | 2.0 | .7  | .7  | 19.8 |

### カレッジ
| シーズン | チーム       | GP | GS | MPG  | FG%  | 3P%  | FT%  | RPG | APG | SPG | BPG | PPG  |
| -------- | ------------ | -- | -- | ---- | ---- | ---- | ---- | --- | --- | --- | --- | ---- |
| 2014-15  | ケンタッキー | 39 | 39 | 21.1 | .566 | .250 | .813 | 6.7 | 1.1 | 0.5 | 2.3 | 10.3 |